# قرار مجلس الأمن التابع للأمم المتحدة رقم 1823
قرار مجلس الأمن التابع للأمم المتحدة رقم 1823 المتخذ بالإجماع في 10 يوليو 2008.

## القرار
رحب مجلس الأمن بالخطوات الأخيرة نحو استعادة السلام والاستقرار في منطقة البحيرات الكبرى، فقد أنهى بعد عدة تدابير فُرضت في أعقاب الإبادة الجماعية المدمرة في رواندا عام 1994 لحظر بيع وتوريد الأسلحة والأعتدة ذات الصلة لاستخدامها في ذلك البلد.
بموجب الفصل السابع من ميثاق الأمم المتحدة، اتخذ المجلس بالإجماع القرار 1823 (2008) الذي قرر بموجبه إنهاء أشكال الحظر المفروضة بموجب الفقرتين 9 و10 من القرار 1011 (1995). تقتضي الفقرة 9 أن «تواصل جميع الدول منع بيع أو توريد [...] الأسلحة والأعتدة ذات الصلة بجميع أنواعها، بما في ذلك الأسلحة والذخيرة والمركبات والمعدات العسكرية ومعدات وقطع غيار الشرطة شبه العسكرية، إلى رواندا، أو للأشخاص الموجودين في الدول المجاورة لرواندا إذا كان هذا البيع أو العرض لغرض استخدام هذه الأسلحة أو العتاد داخل رواندا، بخلاف حكومة رواندا».
وأُلغيت أيضا متطلبات الفقرة 10 من ذلك القرار، التي تحظر إعادة بيع الأسلحة أو المواد ذات الصلة أو نقلها أو إتاحتها لاستخدامها من قبل أي دولة مجاورة أو أي شخص لا يعمل في خدمة حكومة رواندا. كما قرر المجلس حل اللجنة المنشأة عام 1994 لرصد حظر توريد الأسلحة إلى رواندا.
وأشار المجلس إلى البيان المشترك الذي وقعته جمهورية الكونغو الديمقراطية ورواندا في 9 تشرين الثاني / نوفمبر 2007 ونتائج مؤتمر السلام والأمن والتنمية في كيفو الشمالية وكيفو الجنوبية، المعقود في كانون الثاني / يناير 2008، وهما «يمثلان معا خطوة كبيرة نحو استعادة السلام والاستقرار الدائمين في منطقة البحيرات الكبرى».

## روابط خارجية
- </img>
- نص القرار في undocs.org